# Ouled Khoudir
Ouled Khoudir (în arabă اوالد خدير) este o comună din provincia Béchar, Algeria.
Populația comunei este de 4.347 de locuitori (2009).